# Johann Jungbauer
Johann Jungbauer (25. března 1815 Goldberg – 21. ledna 1896 Schenkenberg u Vimperka) byl rakouský římskokatolický duchovní a politik německé národnosti z Čech, v 2. polovině 19. století krátce poslanec Říšské rady.

## Život
Narodil se v osadě Goldberg (farnost Ondřejov), která byla v polovině 20. století vysídlena a začleněna do vojenského újezdu Boletice. Otec Joseph Jungbauer byl chalupníkem, matka Katharina dcerou chalupníka. Původně se plánovalo, že se stane lékařem, ale nakonec se stal duchovním. Vystudoval bohoslovecký seminář v Českých Budějovicích, kde byl 25. července 1839 vysvěcen na kněze. Nastoupil poté jako kaplan do Kašperských Hor, Ktiše, opětovně do Kašperských Hor a od roku 1846 působil v Nicově na Šumavě, kde pak zůstal dlouhodobě. Až do vysokého věku vyučoval náboženství. Byl personálním děkanem, biskupským notářem, konzistoriálním radou, kašperskohorským vikariátním tajemníkem, kanovníkem, arciknězem a jubilujícím knězem. Později zastával úřad děkana v Kašperských Horách, ale po několika letech se vrátil do Nicova. Uvažovalo se o něm i jako o českobudějovickém biskupovi, ale jmenování mělo ztroskotat na faktu, že pocházel z etnicky německé rodiny (tvrdí to alespoň životopisná studie v sudetoněmeckém krajanském tisku z 50. let 20. století). V národnostních otázkách byl umírněný a měl dobré styky s Čechy. Roku 1890 byl coby osobní děkan a arcikněz v Nicově jmenován čestným kanovníkem katedrální kapituly v Budějovicích.
Krátce byl aktivní i v politice jako poslanec Říšské rady (celostátní zákonodárný sbor), kam byl zvolen v prvních přímých volbách roku 1873 za kurii venkovských obcí, obvod Prachatice, Nýrsko, Sušice atd. Byl jediným poslancem v Čechách zvoleným za německou konzervativní Stranu práva. Ta se profilovala jako národnostně umírněná a podporující zemská práva. Jungbauer proto v kampani získal jistou podporu i od českého politického tábora a etnických Čechů žijících v Pošumaví. Po svém zvolení prohlásil, že nebude v Říšské radě škodit historickým zemským právům. Národní listy ale na jeho politické působení pohlížely kriticky s tím, že by nebyl býval získal tolik českých hlasů, kdyby již před volbami oznámil, že mandát převezme a skutečně zasedne ve vídeňském parlamentu (který Češi tehdy bojkotovali). Slib poslance složil 10. listopadu 1873, jeho mandát ale zanikl již 10. prosince 1873 na základě rozhodnutí o neplatnosti volby. Při odchodu z parlamentu prohlásil: „Mit der Politik finde ich nicht meine Zufriedenheit und Glück“. V říjnu 1873 se rovněž pokusil o zisk mandátu na Českém zemském sněmu, když kandidoval za kurii venkovských obcí Sušice, Kašperské Hory, ale nebyl zvolen.
V závěru života mu roku 1893 dvorní knihtiskař Johann Steinbrener nabídl areál Schenkenberg (dnes nazýván Na Radosti) u Vimperka s mešní kaplí, kde Jungbauer strávil poslední roky. Nadále byl aktivní v církevním životě. Ještě 5. srpna 1894 celebroval mši na pouti k Panně Marii Sněžné v Kašperských Horách. Pak u něj převládly zdravotní obtíže (onemocnění prostaty). Zemřel v lednu 1896. Pohřben byl 24. ledna 1896 ve Vimperku za velké účasti veřejnosti a církevních představitelů.